# SMS Grosser Kurfürst (1913)
SMS Grosser Kurfürst là chiếc thứ hai trong lớp thiết giáp hạm König được Hải quân Đế quốc Đức chế tạo trong Chiến tranh Thế giới thứ nhất. Grosser Kurfürst (còn có thể viết là Großer Kurfürst) được đặt lườn vào ngày tháng 10 năm 1911 và được hạ thủy vào ngày 5 tháng 5 năm 1913. Nó được chính thức đưa ra hoạt động cùng Hạm đội Biển khơi Đức vào ngày 30 tháng 7 năm 1914, chỉ ít ngày trước khi chiến tranh nổ ra giữa nước Đức và Anh Quốc. Tên của nó mang nghĩa "Đại Tuyển hầu", được đặt để ám chỉ vị "Đại Tuyển hầu" xứ Brandenburg kiêm Quận công xứ Phổ là Friedrich Wilhelm I hồi thế kỷ 17. Grosser Kurfürst được trang bị mười khẩu pháo SK 30,5 xentimét (12,0 in) L/50 trên năm tháp pháo nòng đôi, và có thể di chuyển với tốc độ tối đa 21 hải lý trên giờ (39 km/h; 24 mph).
Cùng với ba chiếc tàu chị em cùng lớp König, Markgraf và Kronprinz, Grosser Kurfürst đã tham gia hầu hết các hoạt động của hạm đội trong chiến tranh, kể cả trận Jutland vào ngày 31 tháng 5-1 tháng 6 năm 1916. Con tàu đã chịu đựng hỏa lực ác liệt trong trận này từ những thiết giáp hạm Anh Quốc, nhưng không bị thiệt hại gì nghiêm trọng. Nó cũng tham gia bắn phá các vị trí của Nga trong Chiến dịch Albion vào tháng 9 và tháng 10 năm 1917. Grosser Kurfürst chịu đựng một số tai nạn trong suốt quãng đời hoạt động; nó từng va chạm với König và Kronprinz, nhiều lần bị mắc cạn, bị trúng ngư lôi một lần và bị trúng mìn một lần.
Sau khi Đức thua trận và phải ký thỏa thuận Đình chiến vào tháng 11 năm 1918, Grosser Kurfürst cùng với hầu hết Hạm đội Biển khơi bị lưu giữ tại căn cứ của Hải quân Hoàng gia Anh ở Scapa Flow. Các con tàu bị giải giới và chỉ duy trì một thủy thủ đoàn tối thiểu để bảo trì trong khi diễn ra các cuộc đàm phán hòa bình để dẫn đến Hiệp ước Versailles. Vào ngày 21 tháng 6 năm 1919, Chuẩn Đô đốc Ludwig von Reuter ra lệnh đánh đắm hạm đội trong khi các tàu Anh làm nhiệm vụ canh phòng tiến ra khỏi cảng để tập trận. Grosser Kurfürst chìm lúc 13 giờ 30. Không giống như các tàu chị em cùng lớp hiện vẫn còn nằm dưới đáy vũng biển, Grosser Kurfürst được cho nổi lên vào năm 1938 và được tháo dỡ sau đó tại Rosyth.

## Thiết kế và chế tạo

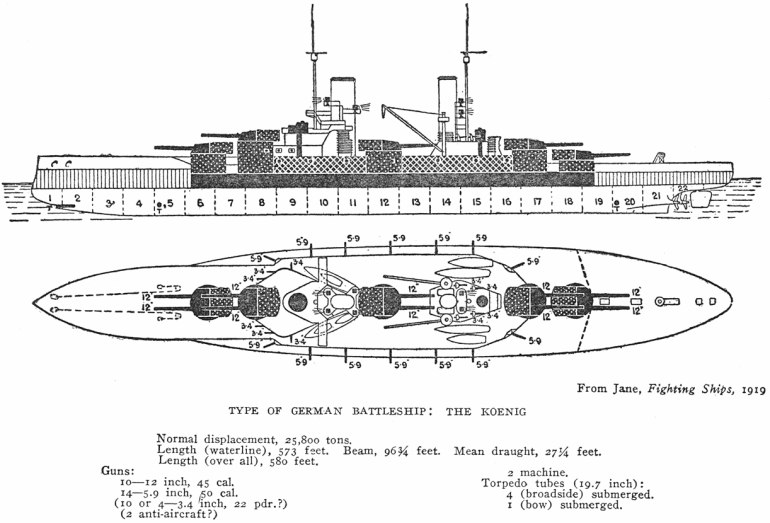
Sơ đồ và mặt cắt của lớp König, như được mô tả trong Jane's Fighting Ships 1919

Grosser Kurfürst được đặt hàng dưới cái tên tạm thời Ersatz Kurfürst Friedrich Wilhelm và được chế tạo tại xưởng tàu của hãng AG Vulcan ở Hamburg dưới số hiệu chế tạo 4. Nó được đặt lườn vào tháng 10 năm 1911 và được hạ thủy vào ngày 5 tháng 5 năm 1913. Do tình hình chính trị tại châu Âu ngày càng căng thẳng vào giữa năm 1914, việc hoàn tất nó được thúc đẩy nhanh hơn. Đợt chạy thử máy đầu tiên của xưởng tàu được bắt đầu vào ngày 15 tháng 7 năm 1914, và công việc trang bị hoàn tất vào ngày 30 tháng 7, ngày mà nó được đưa ra hoạt động cùng Hạm đội Biển khơi Đức. Nó đã làm tiêu tốn cho Chính phủ Đế quốc Đức 45 triệu Mác vàng Đức.
Grosser Kurfürst có trọng lượng choán nước tiêu chuẩn 25.796 t (28.435 tấn Mỹ) khi chế tạo và lên đến 28.600 t (31.500 tấn Mỹ) khi đầy tải nặng, với chiều dài 175,4 m (575 ft), mạn thuyền rộng 19,5 m (64 ft) và độ sâu của mớn nước là 9,19 m (30,2 ft). Nó được vận hành bởi ba turbine hơi nước AEG-Vulcan, sản sinh ra tổng công suất 43.300 shp (32,3 MW) và đặt được tốc độ tối đa 21 kn (39 km/h).
Nó được trang bị mười khẩu pháo SK 30,5 cm (12,0 in) L/50 bố trí trên năm tháp pháo nòng đôi: hai tháp pháo bắn thượng tầng phía trước và hai phía sau, cùng một tháp pháo thứ năm giữa hai ống khói. Dàn pháo hạng hai bao gồm mười bốn khẩu 15 cm (5,9 in), sáu khẩu 8,8 cm (3,5 in) và năm ống phóng ngư lôi 50 cm (20 in) ngầm, gồm ống một trước mũi và hai ống mỗi bên mạn.

## Lịch sử hoạt động

### Các hoạt động ban đầu
Ngay sau khi đưa ra hoạt động vào tháng 7 năm 1914, Grosser Kurfürst tiến hành các cuộc chạy thử máy huấn luyện tại khu vực biển Baltic. Hoạt động tác chiến đầu tiên của con tàu là trong cuộc Bắn phá Yarmouth vào các ngày2-3 tháng 11 năm 1914. Chiến dịch được tiến hành bởi các tàu chiến-tuần dương thuộc Đội Tuần tiễu 1 dưới quyền chỉ huy của Chuẩn Đô đốc Franz von Hipper. Grosser Kurfürst cùng các thiết giáp hạm dreadnought khác đi phía sau để hỗ trợ cho lực lượng của Hipper. Sau một đợt bắn phá ngắn, hạm đội Đức rút lui trở về cảng. Vào ngày 7 tháng 12, Grosser Kurfürst không bị hư hại gì sau một tai nạn húc phải phần đuôi của chiếc tàu chị em König.
Hoạt động tiếp theo của nó, cuộc bắn phá Scarborough, Hartlepool và Whitby, diễn ra vào ngày 15–16 tháng 12. Vào chiều tối ngày 15 tháng 12, hạm đội chiến trận Đức với khoảng 12 thiết giáp hạm dreadnought, trong đó có Grosser Kurfürst, đã tiếp cận ở khoảng cách 10 nmi (19 km; 12 mi) với một hải đội Anh biệt lập bao gồm sáu thiết giáp hạm. Tuy nhiên, các cuộc đụng độ lẻ tẻ giữa lực lượng tàu khu trục hộ tống của hai bên trong bóng tối đã khiến Đô đốc Friedrich von Ingenohl tin rằng ông đang phải đối đầu với toàn bộ Hạm đội Grand. Tuân theo chỉ thị của đương kim Hoàng đế (Kaiser) Wilhelm II tránh không được mạo hiểm hạm đội một cách không cần thiết, von Ingenohl ra lệnh tách ra khỏi trận chiến và quay mũi hạm đội đội chiến trận trở về Đức.
Vào ngày 22 tháng 1 năm 1915, Grosser Kurfürst và phần còn lại của Hải đội Chiến trận 3 được cho tách ra khỏi hạm đội tiến hành huấn luyện cơ động, tác xạ và ngư lôi tại biển Baltic. Chúng quay trở lại Bắc Hải vào ngày 11 tháng 2, quá trễ để có thể hỗ trợ cho Đội Tuần tiễu một trong Trận Dogger Bank. Sau việc chiếc Blücher bị mất trong Trận Dogger Bank, Hoàng đế cách chức Đô đốc von Ingenohl vào ngày 2 tháng 2, được Đô đốc Hugo von Pohl thay thế trong vai trò tư lệnh hạm đội. Sau đó Grosser Kurfürst tham gia nhiều lượt tiến quân vào Bắc Hải. Vào ngày 29 tháng 3, nó di chuyển cùng với hạm đội đến Terschelling mà không gặp bất kỳ lực lượng đối phương nào. Một cuộc tiến quân hạm đội khác diễn ra vào ngày 22 tháng 4 cũng không có kết quả. Ngày 23 tháng 4, Hải đội Chiến trận 3 quay trở lại biển Baltic cho một lượt thực tập khác kéo dài cho đến ngày 10 tháng 5.
Grosser Kurfürst tham gia một cuộc tiến quân hạm đội đến Bắc Hải từ ngày 29 đến ngày 31 tháng 5 vốn kết thúc mà không đụng độ với đối phương. Chiếc thiết giáp hạm đã hỗ trợ một hoạt động rải mìn vào ngày 11–12 tháng 9 ngoài khơi Texel. Một cuộc tiến quân hạm đội vô sự khác diễn ra vào ngày 23–24 tháng 10. Grosser Kurfürst thực hiện một chuyến đi huấn luyện kéo dài hai tuần tại biển Baltic, diễn ra từ ngày 5 đến ngày 20 tháng 12. Một lượt thực tập khác tại Baltic được tiếp nối vào ngày 18-23 tháng 1 năm 1916. Grosser Kurfürst đi vào ụ tàu tại Wilhelmshaven để bảo trì định kỳ vào ngày 12 tháng 2; công việc kéo dài cho đến ngày 3 tháng 3. Hai ngày sau đó, con tàu lên đường cho một đợt càn quét đến Hoofden, nhưng một lần nữa nó thất bại không tìm thấy bất kỳ lực lượng Anh nào. Hạm đội thực hiện một đợt tiến quân khác vào ngày 23 tháng 3 đến Amrun Bank, rồi lặp lại một lần nữa một tháng sau đó đến Horns Reef vào các ngày 21-22 tháng 4.
Vào ngày 24-25 tháng 4, các tàu chiến-tuần dương thuộc Đội Tuần tiễu 1 dưới quyền Đô đốc Franz von Hipper đã tiến hành cuộc bắn phá Yarmouth và Lowestoft trong khi Grosser Kurfürst và các thiết giáp hạm khác sẵn sàng hỗ trợ từ xa. Các tàu chiến-tuần dương rời Jade Estuary lúc 10 giờ 55 giờ Trung Âu (CET), và phần còn lại của Hạm đội Biển khơi tiếp nối lúc 13 giờ 40 phút. Tàu chiến-tuần dương Seydlitz bị hư hại do trúng phải thủy lôi trên đường đi đến mục tiêu trong chiến dịch này, và bị buộc phải rút lui. Các tàu chiến-tuần dương còn lại tiến hành bắn phá Lowestoft mà không bị kháng cự, nhưng đang khi trên đường đi đến Yarmouth, chúng đụng độ với các tàu tuần dương Anh thuộc Lực lượng Harwich. Một cuộc đấu pháo ngắn diễn ra trước khi Lực lượng Harwich rút lui; nhưng những báo cáo về hoạt động của tàu ngầm Anh tại khu vực đã buộc Đội Tuần tiễu 1 phải rút lui. Vào lúc này, Đô đốc Reinhard Scheer nhận được cảnh báo rằng Hạm đội Grand đã lên đường từ căn cứ của chúng ở Scapa Flow, nên cũng đã rút lui về vùng biển Đức an toàn hơn.

### Trận Jutland

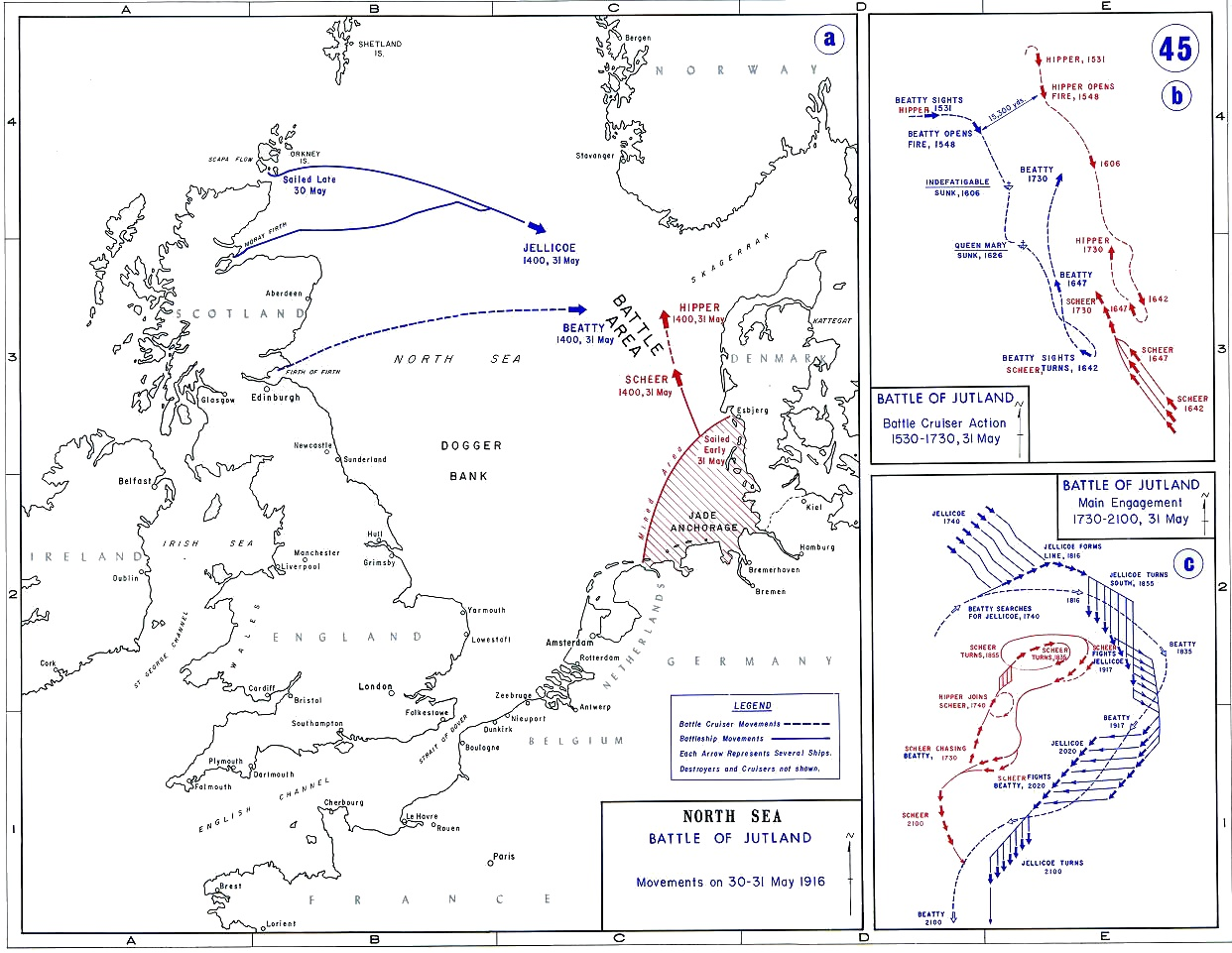
Bản đồ trình bày sự cơ động của hạm đội Anh (xanh) và Đức (đỏ) trong ngày 31 tháng 5–1 tháng 6 năm 1916.

Grosser Kurfürst đã có mặt trong cuộc xuất quân của hạm đội vốn đã đưa đến trận Jutland vào ngày 31 tháng 5-1 tháng 6 năm 1916. Hoạt động này là một nỗ lực lặp lại các kế hoạch trước đây dự định thu hút một phần Hạm đội Grand để tiêu diệt chúng trước khi phần chủ lực của Hạm đội Anh có thể đáp trả. Grosser Kurfürst là chiếc thứ hai trong hàng chiến trận Đức, ngay phía sau con tàu chị em König và dẫn trước Markgraf cùng Kronprinz; bốn chiếc này hình thành nên Đội 5 trực thuộc Hải đội Chiến trận 3, là đơn vị đi tiên phong của hạm đội, dưới quyền chỉ huy của Chuẩn Đô đốc Paul Behncke, đặt cờ hiệu của mình trên soái hạm König. Ngay phía sau chúng l̀à những chiếc lớp Kaiser thuộc Đội 6 của Hải đội Chiến trận 3, rồi tiếp theo là những chiếc lớp Helgoland và Nassau thuộc Hải đội Chiến trận 2, và sau cùng là các thiết giáp hạm tiền-dreadnought lớp Deutschland lạc hậu thuộc Hải đội Chiến trận 1.
Không lâu trước 16 giờ 00, các tàu chiến-tuần dương thuộc Đội Tuần tiễu 1 đối đầu với Hải đội Tuần chiến-Tuần dương 1 Anh Quốc dưới quyền chỉ huy của Đô đốc David Beatty. Các lực lượng đối địch bắt đầu một cuộc đấu pháo, vốn đã đưa đến việc phá hủy chiếc HMS Indefatigable không lâu sau 17 giờ 00, rồi đến lượt HMS Queen Mary không đầy nữa giờ sau đó. Vào lúc này, các tàu chiến-tuần dương Đức di chuyển về phía Nam nhằm thu hút các tàu chiến Anh về phía lực lượng chủ lực của Hạm đội Biển khơi. Đến 17 giờ 30, thiết giáp hạm Đức dẫn đầu König nhìn thấy cả Đội Tuần tiễu 1 của Đức bên mạn phải và Hải đội Tàu chiến-tuần dương 1 của Anh bên mạn trái. Đến 17 giờ 45 phút, Scheer ra lệnh bẻ lái 2 point (22,5°) sang mạn trái để đưa các con tàu của ông đến gần hơn các tàu chiến-tuần dương Anh. Lệnh khai hỏa được đưa ra chỉ một phút sau đó.
Grosser Kurfürst đối đầu với tàu chiến-tuần dương Princess Royal ở khoảng cách 21.000 yd (19.000 m). Cùng lúc đó, dàn pháo hạng hai của nó cũng khai hỏa nhắm vào các tàu khu trục Anh đang tìm cách tung ra đợt tấn công bằng ngư lôi nhắm vào hạm đội Đức. Những con tàu Anh nhanh hơn bắt đầu tách ra xa khỏi những kẻ theo đuổi, và đến 18 giờ 00, Grosser Kurfürst buộc phải chuyển hỏa lực từ Princess Royal sang thiết giáp hạm Valiant, mặc dù đến 18 giờ 16 phút, bản thân Valiant cũng di chuyển ra khỏi tầm bắn hiệu quả. Đạn pháo của Grosser Kurfürst đã bốn lần vây bọc chung quanh Valiant, các pháo thủ Đức đã sai lầm khi cho rằng họ đã bắn trúng đích một quả. Bản thân nó thoát ra mà không hoàn toàn vô sự, khi vào 18 giờ 09 phút, nó bị bắn trúng một quả đạn pháo 15 in (380 mm) có thể từ Malaya hoặc Warspite. Quả đạn pháo bắn trúng mặt nước cách con tàu khoảng 30–60 ft (9,1–18,3 m), có thể đã nảy lên hoặc phát nổ và va chạm vào lườn tàu cách mũi tàu 85 ft (26 m); phát bắn trúng không gây hư hại nào đáng kể. Trong giai đoạn này, các pháo thủ cho rằng đã bắn trúng ba phát đạn pháo 15 cm (0,49 ft) trên một tàu khu trục đối phương, nhiều khả năng là chiếc Moorsom. Đến 18 giờ 22 phút, nó đối đầu trong một lúc ngắn bằng dàn pháo hạng hai vào tàu khu trục Moresby ở khoảng cách cực xa, nhưng không bắn trúng phát nào. Cùng lúc đó, Valiant lại lọt trở vào tầm bắn hiệu quả của Grosser Kurfürst, và nó khai hỏa hai tháp pháo phía trước; con tàu đã bắn trong tám phút, nhưng tất cả các phát đạn đều không với tới mục tiêu.
Không lâu trước 19 giờ 00, tàu tuần dương Đức Wiesbaden bị đánh hỏng bởi một quả đạn pháo từ chiếc tàu chiến-tuần dương Anh Invincible; Chuẩn Đô đốc Behncke trên chiếc König tìm cách cơ động Hải đội Chiến trận 3 để bảo vệ cho chiếc tàu tuần dương bị bắn trúng. Nhưng cùng lúc đó, các hải đội tuần dương nhẹ 3 và 4 của Anh bắt đầu một cuộc tấn công bằng ngư lôi vào hàng chiến trận Đức; trong khi tiến đến đủ khoảng cách để phóng ngư lôi, chúng tấn công Wiesbaden bằng hỏa lực của dàn pháo chính. Grosser Kurfürst và các tàu chị em đã dội hỏa lực vào các tàu tuần dương Anh, nhưng việc chịu đựng hỏa lực pháo hạng nặng của các thiết giáp hạm đối phương không đủ để đánh đuổi các tàu tuần dương Anh. Grosser Kurfürst bắn hai loạt đạn pháo bằng dàn pháo chính ở khoảng cách cực gần nhắm vào chiếc Defence, vốn cũng chịu đựng hỏa lực từ các tàu chiến chủ lực Đức khác, nên đã nổ tung và chìm lúc 19 giờ 19 phút. Trinh sát viên trên Grosser Kurfürst cho rằng hai loạt đạn pháo đều đã bắn trúng mục tiêu, nhưng không gán công lao đánh chìm nó nhờ loạt đạn pháo của mình. Sau đó Grosser Kurfürst chuyển hỏa lực sang chiếc Warrior, vốn bị hư hại nặng và bị buộc phải rút lui. Warrior bị đắm trên đường cố lếch trở về cảng sáng hôm sau.
Đến 20 giờ 00, hàng chiến trận Đức được lệnh quay mũi về phía Đông, tách xa khỏi Hạm đội Anh đang dưới quyền chỉ huy của Đô đốc John Jellicoe. Không lâu sau đó, bốn tàu tuần dương hạng nhẹ Anh thuộc Hải đội Tuần dương nhẹ 2 tiếp tục tấn công chiếc Wiesbaden đã bị đánh hỏng; các thiết giáp hạm Đức dẫn đầu, trong đó có Grosser Kurfürst, khai hỏa vào các tàu tuần dương Anh để tìm cách ngăn chặn. Grosser Kurfürst bắt đầu bắn lúc 20 giờ 07 phút ở khoảng cách 10.000–18.000 yd (9.100–16.500 m), nhưng bất chấp hỏa lực mạnh, các tàu tuần dương Anh vẫn thoát đi được mà không bị hư hại nghiêm trọng. Cũng cùng vào lúc này, hạm đội Anh quay trở lại tầm bắn hiệu quả, và bảy chiếc thiết giáp hạm đã dội hỏa lực mạnh xuống những chiếc thuộc Đội 5. Grosser Kurfürst bị bắn trúng bảy lần, với bốn phát trúng liên tiếp chỉ trong một quãng ngắn từ 20 giờ 18 phút đến 20 giờ 19 phút. Ba phát trong số đó là những quả đạn 13,5 in (34 cm) từ chiếc Marlborough, cho dù pháo thủ trên chiếc tàu chiến Anh sai lầm cho rằng đã bắn trúng thêm một phát thứ tư. Bốn phát bắn trúng còn lại đến từ các khẩu pháo 15 inch của Barham hoặc Valiant. Một trong các quả đạn pháo 15 inch đã phá hủy khẩu pháo 15 cm số 2 bên mạn trái, và một quả khác đánh trúng đai giáp và phát nổ khi tiếp xúc. Cho dù nó không thể xuyên thủng đai giáp, nó cũng đẩy các tấm thép giáp lệch đi 13 in (33 cm) trong một khoảng dài 26 ft (7,9 m). Các đội kiểm soát hư hỏng đã xoay xở tạm thời ngăn được việc ngập nước, sau khi khoảng 800 t (790 tấn Anh; 880 tấn Mỹ) nước đã tràn vào con tàu. Việc ngập nước đã khiến con tàu bị nghiêng 4°, cho dù các nỗ lực bằng cách cho ngập đối xứng đã làm giảm độ nghiêng xuống còn không đầy một độ. Khi trận chiến tiếp diễn, việc ngập nước trở nên nghiêm trọng hơn, và vào lúc Grosser Kurfürst quay trở về đến Helgoland sáng hôm sau, nó đã bị tràn khoảng 3.000 t (3.000 tấn Anh; 3.300 tấn Mỹ) nước. Nó cũng chịu đựng nhiều phát bắn trúng khác, nhưng các quả đạn này đã nổ khi tiếp xúc nên chỉ gây ra những hư hại nhẹ.
Hỏa lực mạnh từ phía Hạm đội Anh đã buộc Scheer phải ra lệnh cho hạm đội chuyển hướng; sự cơ động này đã làm đảo lộn thứ tự hàng của hạm đội, đặt Grosser Kurfürst về phía cuối hàng chiến trận. Sau khi rút lui thành công khỏi lực lượng Anh, Scheer chỉ thị cho hạm đội tổ chức thành đội hình di chuyển ban đêm, cho dù các sai sót trong việc liên lạc giữa ông trên soái hạm Friedrich der Grosse và chiếc dẫn đầu Westfalen đã gây ra những sự trì hoãn. Hạm đội lập lại được đội hình lúc 23 giờ 30 phút, với Grosser Kurfürst là chiếc thứ 15 trong đội hình 24 tàu chiến chủ lực Đức. Vào khoảng 02 giờ 45 phút ngày 1 tháng 6, nhiều tàu khu trục Anh tung ra một đợt tấn công bằng ngư lôi vào phần nữa sau của hàng chiến trận Đức; Grosser Kurfürst phát hiện sáu tàu khu trục không rõ nhận dạng trong đêm tối. Nó đối đầu với chúng bằng các khẩu pháo 15 cm và 8,8 cm trong khi quay mũi để né tránh các quả ngư lôi có thể đã được phóng ra. Grosser Kurfürst ghi được một phát đạn pháo 15 cm trúng vào tàu khu trục Nessus ở khoảng cách 2.200 yd (2.000 m), đánh hỏng một trong các nồi hơi của Nessus. Hỏa lực mạnh từ các thiết giáp hạm Đức đã buộc các tàu khu trục Anh phải rút lui.
Hạm đội Biển khơi Đức xoay xở xuyên thủng qua lực lượng hạng nhẹ Anh mà không thu hút sự chú ý từ những thiết giáp hạm của Jellicoe, cuối cùng về đến Horns Reef lúc 04 giờ 00. Ngoài khơi Helgoland, Grosser Kurfürst bị tràn nhiều nước đến mức nó bị buộc phải giảm tốc độ. Nó bị rơi ra khỏi đội hình, nhưng cuối cùng cũng gia nhập trở lại hạm đội bên ngoài vũng biển Schillig. Khi về đến Wilhelmshaven, Grosser Kurfürst tiến vào cảng trong khi nhiều tàu chiến khác chiếm lấy những vị trí phòng thủ phía ngoài rìa vũng biển. Con tàu được chuyển đến Hamburg nơi nó được sửa chữa trong ụ nổi của xưởng tàu AG Vulcan; công việc kết thúc vào ngày 16 tháng 7. Trong quá trình trận chiến, Grosser Kurfürst đã bắn tổng cộng 135 quả đạn từ dàn pháo chính cùng 216 quả đạn pháo hạng hai 15 cm. Nó bị bắn trúng tám quả đạn pháo hạng nặng, khiến mười lăm người thiệt mạng cùng mười người khác bị thương.

### Các hoạt động tiếp theo
Sau khi hoàn tất việc sửa chữa, Grosser Kurfürst tiến hành các cuộc cơ động huấn luyện tại khu vực Baltic cho đến ngày 4 tháng 8. Đô đốc Scheer dự định lặp lại kế hoạch Jutland nguyên thủy vào ngày 18-19 tháng 8. Tuy nhiên, lực lượng hải đội tàu chiến-tuần dương bị yếu đi khi chỉ còn hai chiếc có khả năng hoạt động là Von der Tann và Moltke; do đó Grosser Kurfürst cùng với Markgraf và chiếc thiết giáp hạm vừa mới đưa vào hoạt động Bayern được tạm thời chuyển sang Đội Tuần tiễu 1. Phía Anh đã biết được kế hoạch của Đức và đã cho toàn bộ Hạm đội Grand xuất trận để đối đầu. Đến 14 giờ 35 phút, Scheer được cảnh báo về sự xuất hiện của Hạm đội Grand, và vì không muốn đối đầu với toàn bộ Hạm đội Grand chỉ mười một tuần sau khi trận Jutland kết thúc, nên đã quay mũi lực lượng của mình rút lui trở về các cảng Đức.
Một đợt huấn luyện đơn vị của Hải đội Chiến trận 3 được tiếp nối từ ngày 21 tháng 10 đến ngày 2 tháng 11. Hai ngày sau đó, con tàu chính thức tái gia nhập Hải đội 3. Vào ngày 5 tháng 11, hai tàu ngầm U-boat bị mắc cạn tại bờ biển Đan Mạch, nên các lực lượng hạng nhẹ được gửi đến để hỗ trợ chúng, và Hải đội Chiến trận 3, vốn đang từ Bắc Hải đi đến Wilhelmshaven, được lệnh theo sau bảo vệ. Tàu ngầm Anh J1 đã phóng ngư lôi nhắm vào Grosser Kurfürst ở vị trí cách 30 nmi (56 km; 35 mi) về phía Tây Bắc Horns Reef. Quả ngư lôi trúng đích đã phá hủy bánh lái bên mạn trái và làm ngập nước phòng bánh lái, cho dù con tàu vẫn duy trì được tốc độ 19 kn (35 km/h; 22 mph). Nó quay trở về xưởng tàu AG Vulcan, nơi con tàu được sửa chữa từ ngày 10 tháng 11 năm 1916 đến ngày 9 tháng 2 năm 1917. Cùng ngày hôm đó, đang khi được chuyển đến Kiel, con tàu mắc cạn ngoài khơi Krautsand thuộc sông Elbe. Chỉ bị hư hại nhẹ, nó tiếp tục công việc huấn luyện đơn vị tại Baltic; nhưng khi quay trở lại khu vực Bắc Hải vào ngày 4 tháng 3, nó gặp tai nạn húc phải Kronprinz. Mũi tàu của nó bị hư hại, buộc phải được sửa chữa tại Xưởng tàu Đế chế ở Wilhelmshaven cho đến ngày 22 tháng 4.
Grosser Kurfürst gia nhập trở lại hạm đội vào ngày 23 tháng 4, tiến hành huấn luyện cùng với phần còn lại của Hải đội Chiến trận 3 tại khu vực Baltic từ ngày 17 tháng 5 đến ngày 8 tháng 6. Sau khi quay trở lại khu vực Bắc Hải, con tàu được giao nhiệm vụ đảm bảo an ninh tại German Bight. Một lượt thực tập khác tại Baltic được tiếp nối vào các ngày 11-23 tháng 9. Sau đó nó lên đường đi Putziger Wiek chuẩn bị cho chiến dịch Albion, một kế hoạch chinh phục các hòn đảo ngoài khơi Riga. Vào ngày 12 tháng 10, Grosser Kurfürst chiếm lấy vị trí ngoài khơi vịnh Tagga tại mũi Ninnast, nhưng nó trúng phải một quả thủy lôi đang khi cơ động vào vị trí tác xạ, bị ngập khoảng 280 t (280 tấn Anh; 310 tấn Mỹ) nước vào trong các khoang tàu. Cho dù bị hư hại, nó vẫn tiếp tục nả pháo vào các khẩu đội phòng thủ duyên hải Nga tại đây. Nó được cho tách khỏi lực lượng tấn công vào cuối ngày hôm đó, quay trở về Wilhelmshaven ngang qua Kiel, nơi công việc sửa chữa hoàn tất vào ngày 1 tháng 12.
Khi quay trở lại phục vụ, Grosser Kurfürst tiếp nối các nhiệm vụ canh phòng tại German Bight. Nó đã có mặt trong chiến dịch đánh phá đoàn tàu vận tải bị hủy bỏ vào ngày 23-25 tháng 4 năm 1918. Trên đường quay trở về Wilhelmshaven con tàu bị hư hại; nó trở vào ụ tàu để sửa chữa từ ngày 27 tháng 4 đến ngày 2 tháng 5. Đến cuối tháng, Grosser Kurfürst bị mắc cạn ngay ngoài khơi cảng phía Bắc Helgoland. Chân vịt bên mạn trái của con tàu bị uốn cong, buộc phải được sửa chữa tại Xưởng tàu Đế chế ở Kiel từ ngày 2 đến ngày 9 tháng 6 và từ 21 đến 31 tháng 7. Cuối cùng nó gia nhập trở lại hạm đội vào ngày 12 tháng 8.
Grosser Kurfürst được dự định để tham gia hoạt động cuối cùng của hạm đội vào cuối tháng 10 năm 1918, nhiều ngày trước khi Hiệp định Đình chiến với Đức có hiệu lực. Phần lớn Hạm đội Biển khơi sẽ xuất phát từ căn cứ của chúng ở Wilhelmshaven để đối đầu với Hạm đội Grand của Anh; Reinhard Scheer, lúc này là Đại Đô đốc (Großadmiral) của Hạm đội, dự định gây tổn thất cho Hải quân Anh càng nhiều càng tốt nhằm duy trì một vị thế mặc cả tốt cho việc thương lượng hòa bình của Đức bất chấp tổn thất có thể phải chịu đựng. Tuy nhiên, nhiều người trong số những thủy thủ đã mệt mỏi vì chiến tranh cảm thấy chiến dịch này sẽ ngăn trở tiến trình hòa bình và kéo dài thời hạn chiến tranh. Sáng ngày 29 tháng 10 năm 1918, mệnh lệnh được đưa ra để chuẩn bị khởi hành từ Wilhelmshaven để tập trung lực lượng tại Jade Estuary vào ngày hôm sau. Bắt đầu từ đêm 29 tháng 10, thủy thủ trên chiếc Thüringen, và sau đó trên nhiều tàu chiến khác, làm binh biến. Đến ngày 31 tháng 10, Scheer ra lệnh cho hạm đội phân tán; Grosser Kurfürst cùng phần còn lại của Hải đội Chiến trận 3 được gửi đến Kiel. Vào ngày 4 tháng 11, thủy thủ trên tàu tham gia cuộc nổi loạn, treo lá cờ đỏ của phe Xã hội chủ nghĩa. Sự bất ổn cuối cùng đã buộc Hipper và Scheer phải hủy bỏ chiến dịch. Được thông báo về tình hình, Hoàng đế phát biểu "Ta không còn có một lực lượng Hải quân nữa".

### Số phận

Bản đồ vị trí các con tàu bị đánh đắm tại Scapa Flow. Grosser Kurfürst được đánh dấu với số 4

Sau khi Đức đầu hàng vào tháng 11 năm 1918, hầu hết tàu chiến của Hạm đội Biển khơi, kể cả Grosser Kurfürst, bị lưu giữ tại căn cứ hải quân Anh tại Scapa Flow, dưới quyền chỉ huy của Chuẩn Đô đốc Ludwig von Reuter. Trước khi Hạm đội Đức khởi hành, Đô đốc Adolf von Trotha khẳng định lại với von Reuter chỉ thị không được để cho phe Đồng Minh chiếm các con tàu trong bất kỳ tình huống nào. Hạm đội đã gặp gỡ tàu tuần dương hạng nhẹ Anh Cardiff, vốn đã dẫn đầu các con tàu Đức đi đến điểm gặp gỡ hạm đội Đồng Minh, một lực lượng khổng lồ bao gồm 370 tàu chiến của Anh, Mỹ và Pháp, vốn sẽ hộ tống hạm đội Đức đến Scapa Flow. Khi bị lưu giữ trong suốt thời gian diễn ra các cuộc đàm phán hòa bình, mà sau này cuối cùng sẽ dẫn đến Hiệp ước Versailles, các khẩu pháo của chúng bị bất hoạt bằng cách tháo bỏ khóa nòng, và con tàu được bảo trì bởi một thủy thủ đoàn gồm số lượng sĩ quan và thủy thủ tối thiểu.
Một bản in của báo The Times cung cấp thông tin cho von Reuter rằng Thỏa thuận Ngừng bắn sẽ hết hiệu lực vào giữa trưa ngày 21 tháng 6 năm 1919, thời hạn cuối cùng mà Đức phải ký vào Hiệp định hòa bình. Đô đốc Von Reuter đưa đến kết luận người Anh sẽ tìm cách chiếm hữu các con tàu Đức sau khi Thỏa thuận Ngừng bắn hết hiệu lực. Không biết rằng thời hạn của thỏa thuận đã được triển hạn đến ngày 23 tháng 6, ông quyết định đánh đắm các con tàu của mình vào cơ hội thuận tiện đầu tiên có được. Sáng ngày 21 tháng 6, Hạm đội Anh rời Scapa Flow tiến hành thực tập huấn luyện; và đến 11 giờ 20 phút Reuter truyền mệnh lệnh này đến các con tàu của mình.Grosser Kurfürst chìm lúc 13 giờ 30. Không giống như các tàu chị em cùng lớp hiện vẫn còn nằm dưới đáy vũng biển, Grosser Kurfürst được cho nổi lên vào ngày 29 tháng 4 năm 1938 và được bán để tháo dỡ sau đó tại Rosyth.